# 伊斯之伟大种族

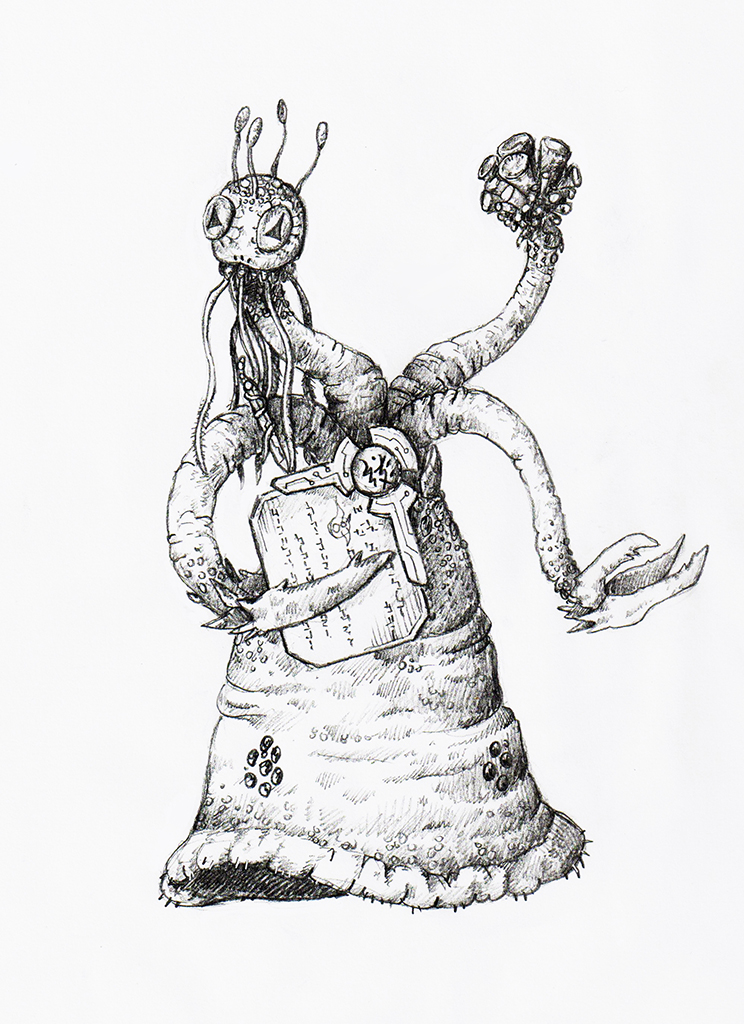

伊斯之伟大种族（英語：Great Race of Yith）是克苏鲁神话中的虚构种族，最早出现在霍华德·菲利普·洛夫克拉夫特于1934年发表的短篇小说《超越时间之影》中。

## 簡介
“伊斯之伟大种族”來自已经毁灭、被稱為伊斯的世界，這個種族没有实体，但拥有與不同時空的意識體交換精神的能力。它们习惯以这种能力全体转移至某时空的某种族的身体，当该种族行将灭亡时就转换寄主，以逃過滅亡的命運。它们于數亿年前來到地球，寄宿在地球的原生種族的肉体上，並將以其為食的天敵“盲目者”（Flying polyps）封印。
在經過约兩億年的繁榮後，約五千萬年前，盲目者们从封印中逃脫，並摧毀了它們的文明，但在此之前，它們已經以未来的知识预知了此事，转移到人类灭亡之后的地球，寄生于当时的统治种族、某种强壮的甲壳类生物（即Coleopterous族）身上。当地球快要毁灭的时候，它们又再度转移至水星的一种球茎植物上。

## 在地球上的形體
其身體部分是一個圓錐體，上面覆有虹色的鱗片且长有皱纹，高約三公尺，底部直徑也約三公尺，底盘上覆着灰白色的肉，如软体动物般爬行。身体上有四隻可以伸縮的觸手，其中兩隻末端有類似螯的东西，可以用來操作它们製作的機械，另一隻觸手的上面有四個喇叭状的紅色器官，還有一隻觸手的末端是作为頭部的黄色球体。黄色球体上有三只眼睛，上部长着四根灰白色肉茎，每根肉茎顶端都有花形的听觉器官，下方是八支细小的触须，用来进行精密的操作。它们是壽命極長的類植物生命體，以孢子繁殖，在生命早期行水生生活。
在伊斯一族來到地球附身之前，这一原生種族是盲目者们的主要掠食目標。

## 時空旅行
“伊斯之伟大种族”利用它们的精神寄生能力与許多時空的種族交換，藉此獲得其知識。在交換的數年間，它们佔據别族的肉體并努力地學習，而被交換的心灵則會被丟到它们原本的肉體中，它们从这些心灵那里询问各种情报。这些使用着它们肉体的心灵被它们软禁起来，但可以在它们的城市中行走，在它们的圖書館中交談、阅读资料，并写下作品。當它们要回來時，它们會消去受害者的記憶，只留下數年的記憶空白；在少數的情況下，受害者會想起交換時的記憶。
某些“伊斯之伟大种族”的成员属于信仰知识力量的异端派别，它们会以自己的协助为代价与别的种族交换知识。

## 纳克特城
纳克特城（Pnakotus，又名图书馆之城）是一座已经毁灭的古代城市，位于澳大利亚大沙沙漠西部。“伊斯之伟大种族”在这座城市中建造了它们的大图书馆，大图书馆内存放着《纳克特抄本》（The Pnakotic Manuscripts）的原稿。